# Astylos

Astylos (půdorysné schema)

Astylos (doslovně znamená „bez sloupu“) je jednoduchý antický chrám, antentempel, ale je bez sloupů mezi antami. Je to nejjednodušší známý stavební typ zastřešeného chrámu. Jeho vznik sahá až do období mykénské kultury.
Jestliže však takováto stavba nemá anty, jedná se o megaron.
Jestliže takováto chrámová stavba má anty také na své zadní straně (tedy na zadní straně celly), jedná se o doppelastylos. Takový chrám z doby nuragské civilizace lze nalézt na Sardinii (chrám Dòmu d'Urxia).